# Паулич, Горан
Горан Паулич (хорв. Goran Paulić; род. 31 марта 1965, Загреб) — хорватский футболист и тренер.

## Биография
В качестве футболиста выступал во многих странах мира. Не добившись успеха в Европе, Паулич выступал за ведущие команды Малайзии, Сингапура и Гонконга. Свою тренерскую карьеру начал в 2008 году. Вместе с Деяном Антоничем начинающий специалист руководил сборной Гонконга и параллельно самостоятельно работал с ее молодежной национальной командой. Позднее Паулич вернулся на родину и входил в тренерский штаб загребского «Динамо», после чего он вновь сталтрудиться с азиатскими коллективами.

## Достижения

### Футболиста
- Обладатель Кубка Президента Сингапура (1): 1992.

### Ассистента
- Чемпион Индонезии (1): 2023/24.